# Taça Latina de 1958
A Taça Latina de 1958 foi a 3.ª edição da Taça Latina.
| País     | J | V | E | D | GM | GS | DG  | Pts |
| -------- | - | - | - | - | -- | -- | --- | --- |
| Espanha  | 3 | 3 | 0 | 0 | 21 | 2  | 19  | 6   |
| Portugal | 3 | 1 | 1 | 1 | 9  | 4  | 5   | 3   |
| Itália   | 3 | 1 | 1 | 1 | 3  | 8  | -5  | 3   |
| França   | 3 | 0 | 0 | 3 | 2  | 21 | -19 | 0   |

|          | Espanha | Portugal | Itália | França |
| -------- | ------- | -------- | ------ | ------ |
| Espanha  |         | 2-1      | 7-0    | 12-1   |
| Portugal |         |          | 1-1    | 7-1    |
| Itália   |         |          |        | 2-0    |
| França   |         |          |        |        |